# Josep Abelló Padró
Josep Abelló Padró   (Reus, 17 de desembre de 1949) és un polític català.

## Biografia
Llicenciat en Ciències Empresarials a l'Escola Superior de Tècnica Empresarial Agrícola (ETEA) de la Universitat de Còrdova, especialitzat en economia agrària.
A les eleccions municipals espanyoles de 1983 fou elegit regidor de l'ajuntament de Reus. El 1985 fou designat alcalde de Reus després de la moció de censura contra Joan Maria Roig. Va presentar-se a totes les següents eleccions essent sempre la seva llista la més votada i, per tant, sempre reelegit. Durant la seva gestió, es van posar els fonaments per la creació del holding municipal Innova. Fou president de diverses empreses municipals i de serveis mancomunats als municipis. També va ser elegit diputat al Parlament de Catalunya. El 1999 va deixar l'alcaldia sense deixar del tot la política, i va ser nomenat alcalde Lluís Miquel Pérez Segura. El 2003 fou reelegit diputat i el seu nom va sonar com a possible conseller de sanitat. ha estat President del Consorci municipal de Gestió Integral de l'Aigua de Catalunya (CONGIAC) entre 1995 i 1999, president del Consorci Hospitalari de Catalunya entre 1991 i 2011 i director de projectes de consultoria de salut a Llatinoamèrica.